# Wieczernica topolówka
Wieczernica topolówka (Subacronicta megacephala) – gatunek motyla z rodziny sówkowatych.

## Taksonomia
Gatunek ten opisany został po raz pierwszy w 1775 roku przez Michaela Denisa i Ignaza Schiffermüllera jako Noctua megacephala. Współcześnie klasyfikowany jest w rodzaju Subacronicta, który bywa też obniżany do rangi podrodzaju w obrębie rodzaju Acronicta.

## Wygląd

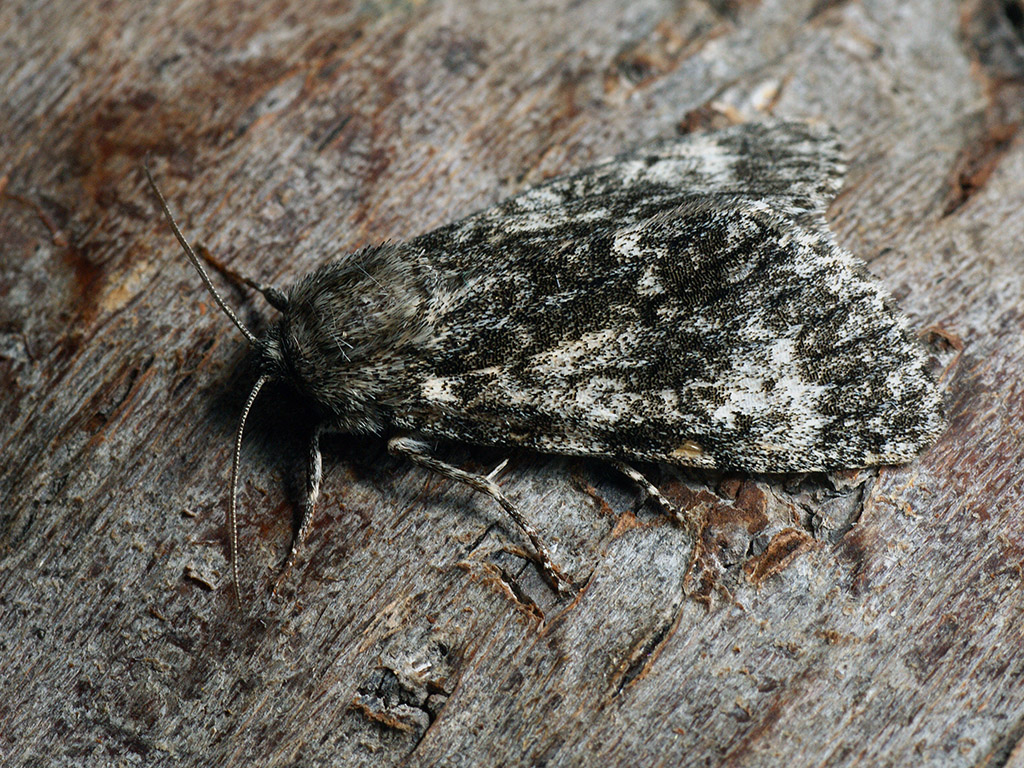
Zamaskowane imago w spoczynku

Motyl o rozpiętości skrzydeł od 35 do 42 mm u samców i od 37 do 45 mm u samic. Głowę ma zaopatrzoną w szczecinowate u obu płci czułki, cienkie i proste głaszczki wargowe, nagie oczy oraz dobrze wykształconą ssawkę. Przednie skrzydła mają tło szare lub szaroczarne, lekko wygiętą przepaskę wewnętrzną, zębate przepaski: środkową i zewnętrzną, ciemniejszą od wąskiego pola po jej wewnętrznej stronie i w części zewnętrznej rozmytą przepaskę falistą, przeciętnych rozmiarów plamkę okrągło o zciemniałym środku, jasne pole między plamką nerkowatą a przepaską falistą oraz ciemne paski na strzępinie. Użyłkowanie skrzydła przedniego cechuje dużych rozmiarów dodatkowa komórka radialna oraz mające wspólny punkt początkowy żyłki radialne R3+4 i R5. Tylne skrzydła są białawe z ciemniejszymi częściami zewnętrznymi, niewyraźną przepaską i wąskimi, ciemnymi prążkami na białawych strzępinach. Ich użyłkowanie cechują mające wspólny punkt początkowy żyłki: radialna i M1.
Genitalia samca cechuje dość krótki i cienki unkus, długi i wąski sakus, niesięgający kostalnego brzegu długiej walwy wyrostek na wewnętrznej krawędzi sakulusa oraz nieco wygięty edeagus z licznymi cierniami w wezyce. Samica ma pozbawioną znamienia torebkę kopulacyjnę o krótkim uchyłku oraz owalnym i w dystalnej części nieregularnie zesklerotyzowanym korpusie. Przewód owej torebki jest stosunkowo silnie zesklerotyzowany, podłużnie pomarszczony i w końcu dystalnym głęboko uwpuklony.

## Biologia i występowanie
Owad ten zasiedla lasy liściaste i mieszane, śródleśne bagna, parki i ogrody. Owady dorosłe latają od maja do sierpnia. Gąsienice występują od czerwca do września i są polifagiczne. Wśród ich roślin żywicielskich wymienia się olsze, topole i wierzby. Przepoczwarczają się w komorach wygryzionych w butwiejącym drewnie. Poczwarka jest krótko owłosiona.
Gatunek palearktyczny. W Europie znany jest ze wszystkich krajów oprócz Islandii. W Polsce występuje na terenie całego kraju.